# Eero Saarinen
Vous lisez un « bon article » labellisé en 2019.
Pour les articles homonymes, voir Saarinen.
Eero Saarinen (prononcé en finnois : /ˈeːro ˈsɑːrinen/) est un architecte et designer américain d'origine finlandaise né le 20 août 1910 à Kirkkonummi et mort le 1er septembre 1961 à Ann Arbor.
Fils d'Eliel Saarinen, architecte finlandais réputé, il émigre avec sa famille alors qu'il est adolescent. Après des études d’architecture, il rejoint le cabinet de son père, avec qui il collabore. Peu à peu, il gère ses propres projets et concours architecturaux. Il obtient notamment la construction de la Gateway Arch en 1948. À la mort d’Eliel Saarinen, il reprend les rênes de l’entreprise et multiplie les projets. Il conçoit une grande variété de bâtiments : des sièges sociaux de société, entre autres pour General Motors et Bell, des habitations privées, des bâtiments de facultés à l'université Yale et au Massachusetts Institute of Technology (MIT), des terminaux d'aéroport (Dulles, TWA Flight Center). Son style architectural évolue au fil des années, passant des formes rectilignes à des conceptions multipliant les courbes.
Il conçoit aussi des meubles. Après avoir fait ses premières armes avec Charles Eames, il entame une collaboration à long terme avec la société Knoll, au sein de laquelle il crée notamment la chaise Tulipe.

## Biographie

### Les premières années

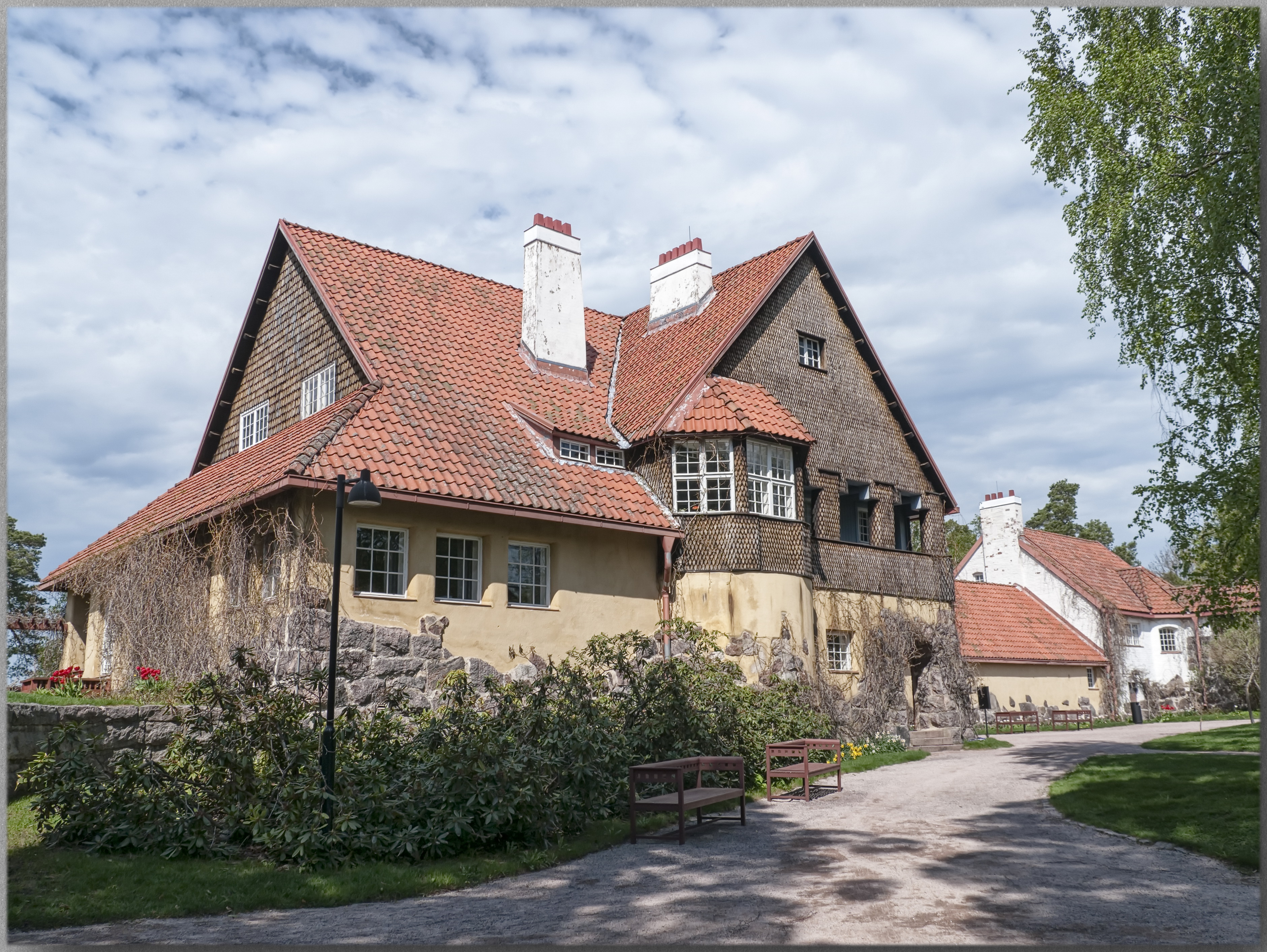
Hvitträsk, maison d'enfance de Saarinen à Kirkkonummi en Finlande.

Eero Saarinen naît le 20 août 1910 à Kirkkonummi en Finlande. Il est le fils de Louise « Loja » Gesellius, artiste (sculptrice et créatrice textile) et d'Eliel Saarinen, l'un des principaux architectes de Finlande. Loja est la sœur de Herman Gesellius, un associé d'Eliel Saarinen au sein du cabinet d'architecture Gesellius-Lindgren-Saarinen. Il a une sœur aînée née en 1905, Eva-Liza, qui deviendra décoratrice d'intérieur. La famille vit à Hvitträsk, une bâtisse de style romantique national, aujourd'hui un musée classé.
Pour avoir reçu le second prix d'un concours d'architecture pour imaginer le nouveau siège du Chicago Tribune en 1922, Eliel Saarinen est encensé par la critique. Alors en 1923, les Saarinen partent aux États-Unis. Ils s'installent à Ann Arbor puis à Bloomfield Hills près de Détroit dans le Michigan. Son père devient le premier président de la Cranbrook Educational Community,. De 1930 à 1931, Eero Saarinen étudie la sculpture à l'Académie de la Grande Chaumière de Paris. Puis il étudie l'architecture à l'université Yale de 1931 à 1934,. Pendant 2 ans, grâce à une bourse universitaire, il opère un tour d'Europe, visitant l'Italie, l'Égypte, la Palestine, la Grèce l'Allemagne, la Suède et la Finlande. En 1936, il travaille au Cranbrook Architectural Office, le studio de son père. Il devient un ami proche de Charles Eames, Lilian « Lily » Swann (sa future femme) et Florence Schust (future Florence Knoll), respectivement professeur et étudiantes à Cranbrook.

### Les débuts comme architecte et les premiers prix

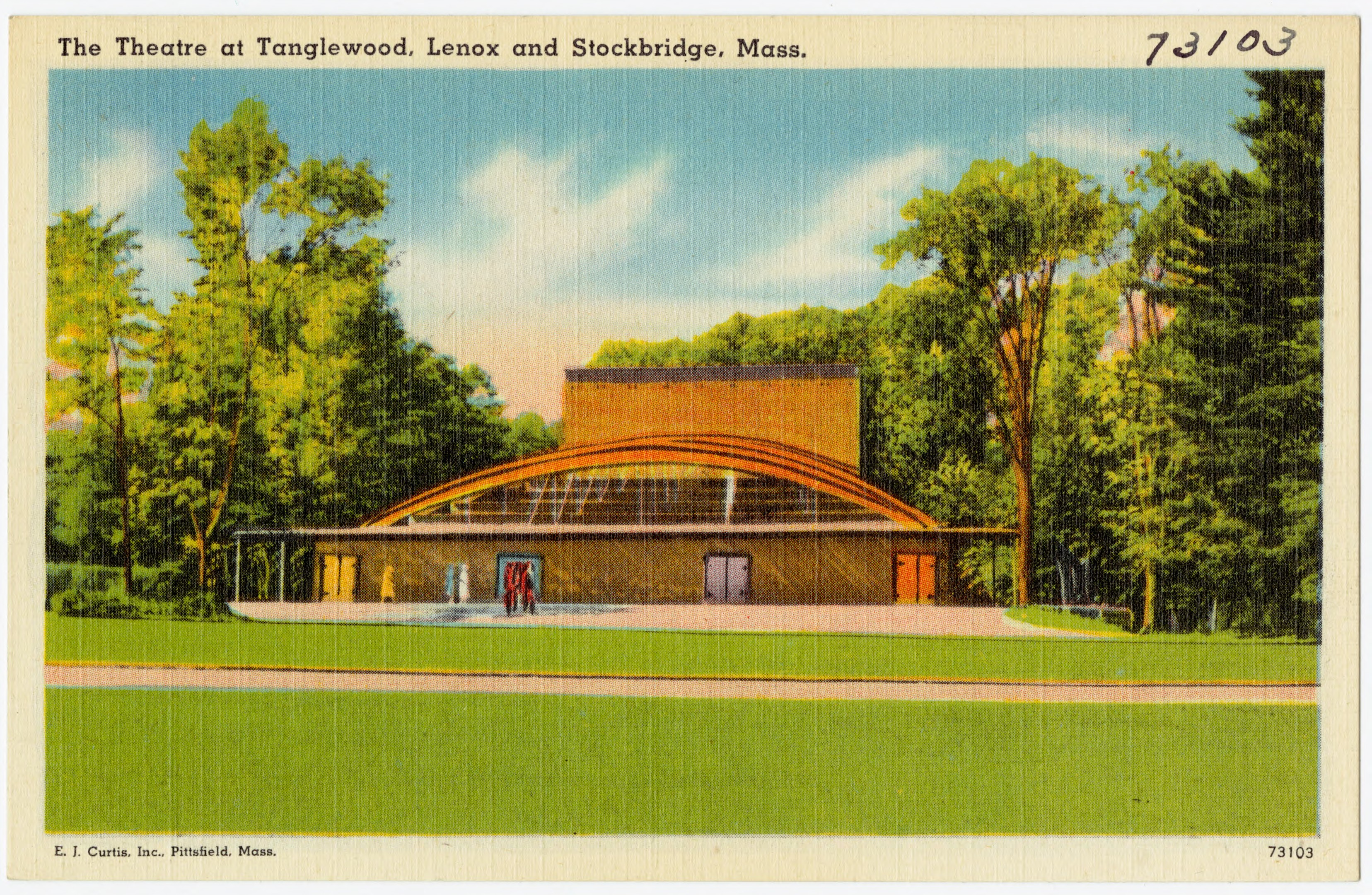
Théâtre de Tanglewood à Lenox.

L'un de ses premiers projets architecturaux est la salle de concert et de théâtre de Tanglewood à Lenox dans le Massachusetts, résidence d'été de l'Orchestre symphonique de Boston. Projet au long cours, l'aménagement du site mobilise l'agence familiale à plusieurs reprises au cours de l'histoire. Eliel Saarinen est chargé en 1937 de dessiner le pavillon de musique. En 1941, père et fils travaillent en duo pour réaliser la salle de concert et de théâtre. L'édifice montre une transition entre leur style. Eero Saarinen y injecte des idées novatrices telles des arches soutenant un toit en escalier. À la fin des années 1950, ce sont les associés d'Eero Saarinen qui installent une voûte dans le pavillon de musique.

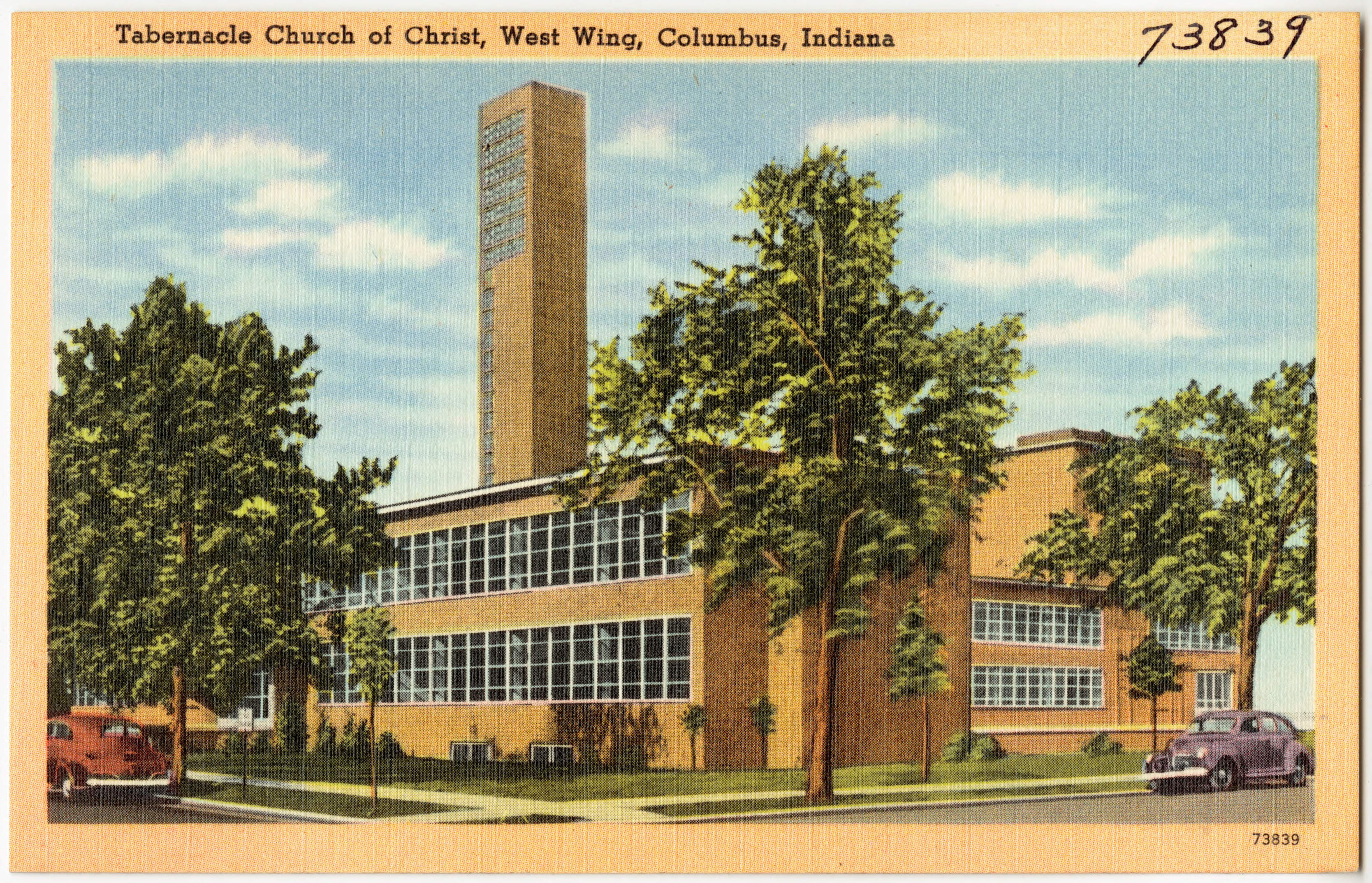
L'église First Christian de Columbus.

L'église First Christian de Columbus dans l'Indiana est un autre projet emblématique de la collaboration des Saarinen père et fils au sein de l'agence. Lorsque les deux architectes travaillent de concert sur un projet, Eero se concentre davantage sur l'aménagement intérieur, et Eliel Saarinen sur la conception des volumes bâtis. La relation de travail entre eux est souvent excellente, chacun sachant tirer profit des idées de l'autre. Cela dit, en cas de désaccord poussé, le père a souvent le dernier mot. Ici, Eero Saarinen souhaite une tour carillon métallique au mécanisme ouvert à la vue des passants. Mais c'est bien une tour en brique qui est érigée comprenant de multiples perforations d'où sort le son des carillons de l'orgue.
En 1940, Eero Saarinen obtient la nationalité américaine. Avec Charles Eames, qui est assistant de son père, il décroche le premier prix d'un concours de création de design organisé par le Museum of Modern Art de New York en 1940-1941, « Organic Design » qui se conclut par une exposition au MoMA intitulée «  Organic Design in Home Furnishings  »,. Leur travail montre une nouvelle technique de moulage en contreplaqué (prolongeant le travail effectué sur le mobilier en contreplaqué moulé par le designer finlandais Alvar Aalto). Le 26 juin 1942, Lily donne naissance à leur premier enfant, Eric. De 1942 à 1945, il fait son service militaire auprès de l'Office of Strategic Services (OSS, « Bureau des services stratégiques »), une agence de renseignement gouvernementale à Washington. Il y est recruté par un ami et ancien étudiant de l'université Yale, Donal McLaughlin. Là-bas il conçoit plusieurs manuels sur des sujets tels que le désamorçage de bombe. Aussi, il dessine l'aménagement de la salle de crise de la Maison-Blanche. Le 20 janvier 1945 naît Suzan, le second enfant du couple Saarinen.
En 1947, la société Knoll Associates, qui vient de se séparer de son designer Jens Risom, cherche un concepteur. C'est Eero Saarinen, ami de longue date de Florence Knoll, qui est choisi pour dessiner une chauffeuse. Le Model 61, dit « Grasshopper » (« sauterelle »), est un fauteuil composé d'une âme en contreplaqué moulé pour l'assise tapissée et d'une armature en contreplaqué cintré évoquant les pattes de l'insecte sus-nommé. Ce fauteuil n'est pas une réussite commerciale mais cette collaboration en appellera d'autres par la suite.
À partir de 1945 débute le projet des Case Study Houses, expérience architecturale dont le but est de construire des maisons modernes et économiques dans les environs de Los Angeles. À l'instigation de John Entenza, rédacteur en chef de la revue Arts & Architecture, 36 projets (construits ou non) sont dessinés par des architectes. Eero Saarinen participe avec Charles Eames à la réalisation de la no 9 dite « Entenza House » en 1949 à Pacific Palisades.

La Gateway Arch de Saint-Louis.

En 1947, le Jefferson National Expansion Memorial lance un concours d'architecture qui a pour but d'ériger à Saint-Louis un monument en hommage aux pionniers de la conquête de l'Ouest ainsi qu'à Thomas Jefferson. Ce monument doit symboliser la porte de l'Ouest et être représentatif du XXe siècle. Étonnamment, en présentant chacun un projet, le père et le fils Saarinen se retrouvent concurrents. Eero est assisté par sa femme Lily, sculptrice. Dan Kiley s'occupe des aménagements paysagers et J. Henderson Barr conçoit l'aménagement intérieur,. L'équipe d'Eero propose une grande arche. Selon lui, l'arche symbolise « la porte de l'Ouest, l'expansion nationale et ainsi de suite ». À cause d'une erreur de télégramme, la famille croit tout d'abord qu'Eliel Saarinen fait partie des cinq derniers finalistes. En réalité, c'est bien Eero Saarinen qui voit son projet présélectionné, adoubant définitivement le fils aux yeux du père. La construction de la Gateway Arch, culminant à une altitude de 192 mètres, ne commence qu'en 1963, soit dix-huit mois après la mort d'Eero Saarinen pour s'achever le 28 octobre 1965.

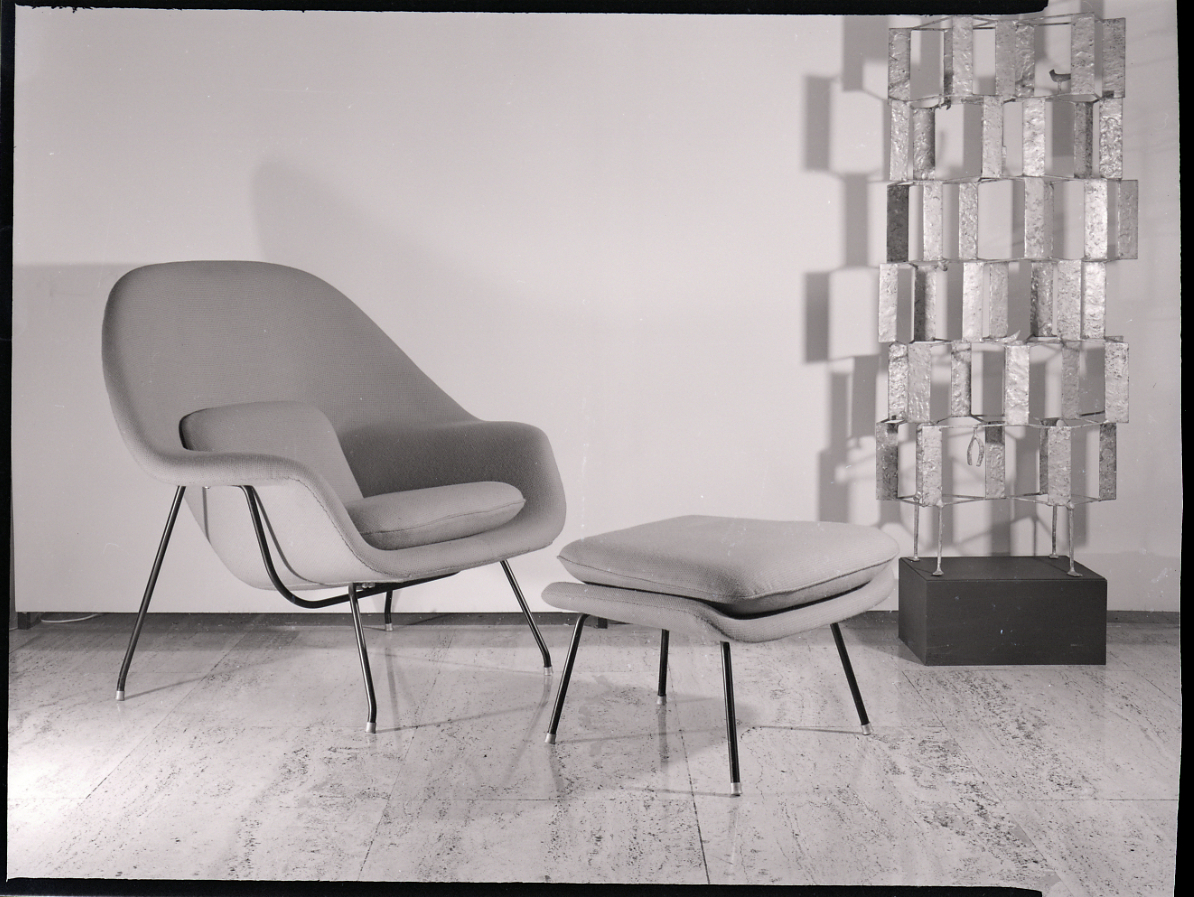
Fauteuil Womb - Model 70.

En 1948, Knoll édite le fauteuil Womb - Model 70. C'est la seconde collaboration de Saarinen avec l'entreprise pennsylvanienne. Sous l'impulsion de Florence Knoll, qui désire un siège aux formes organiques (d'où son nom Womb : la matrice), le designer reprend le concept d'un siège présenté lors du concours du Museum of Modern Art de New York. Mais cette fois-ci, il remplace le contreplaqué par une coque en fibre de verre. Cette assise est habillée de tissu rembourré. En 1950, Knoll sort le fauteuil de bureau Model 71. Les années 1950 connaissent un boom de l'aménagement d'espaces de travail. Florence Knoll dirige la Knoll Planning Unit, un service au sein de l'entreprise qui collabore avec les clients pour répondre à leurs attentes pratiques et esthétiques. Pour créer ce fauteuil, Saarinen s'inspire du Model 42 de Florence Knoll en le modernisant notamment grâce à une coque en polyester et fibre de verre. Cette nouvelle collaboration permet à Knoll de conforter sa position comme l'un des grands leaders du mobilier de bureau.

### La décennie des grands projets

L'un des bâtiments du centre technique de General Motors.

Eliel Saarinen meurt en 1950. Son fils lui succède à la tête du cabinet d'architecture. La société est par la suite renommée Eero Saarinen and Associates. Esquissé en 1945 par son père, le projet du centre technique de General Motors est l'occasion pour Eero Saarinen, au début des années 1950, de s'affirmer comme un concepteur de projets hors-normes. Le constructeur automobile souhaite construire son nouveau centre sur un terrain de 130 hectares et y accueillir 5 000 collaborateurs. Disséminés autour d'un bassin central, l'architecte dispose les cinq pôles d'activité de la compagnie : recherche, ingénierie, développement des procédés, design industriel et services. Chacune de ces unités est re-divisée en cinq parties de briques et de verres. Les façades des blocs sont constituées de séries de cadres vitrées d'une largeur d'1,50 mètre. Afin d'apporter une touche de diversité, les murs d'extrémité en briques sont tous émaillés d'une couleur différente.

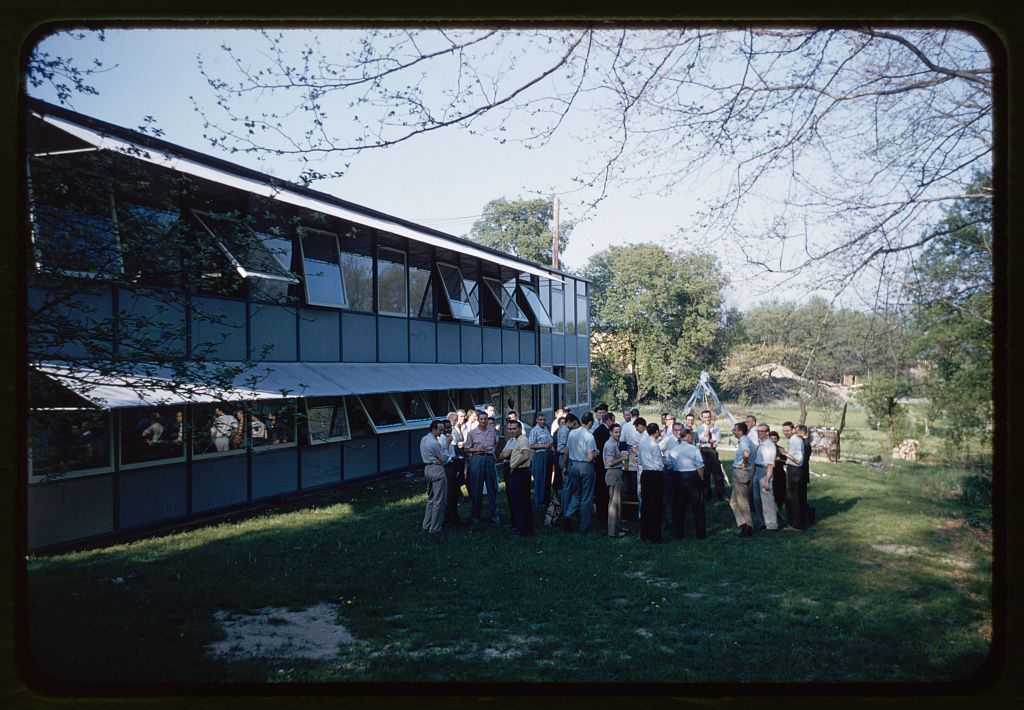
Locaux d'Eero Saarinen and Associates à Bloomfield Hills.

En janvier 1953, à la suite du succès du projet pour General Motors, Eero Saarinen est interviewé par Aline Bernstein Louchheim, une critique d'art et d'architecture. Le portrait de Saarinen, publié dans le New York Times Magazine, est intitulé « Now Saarinen the Son » (« Maintenant Saarinen le fils »). La critique et l'architecte sont attirés l'un par l'autre. Saarinen finit par divorcer et il épouse Aline en secondes noces. Après leur mariage, Aline s'occupe de la relation médias à l'agence Eero Saarinen & Associates. Ensemble, ils ont un fils prénommé Eames en l'honneur de son ami Charles Eames.

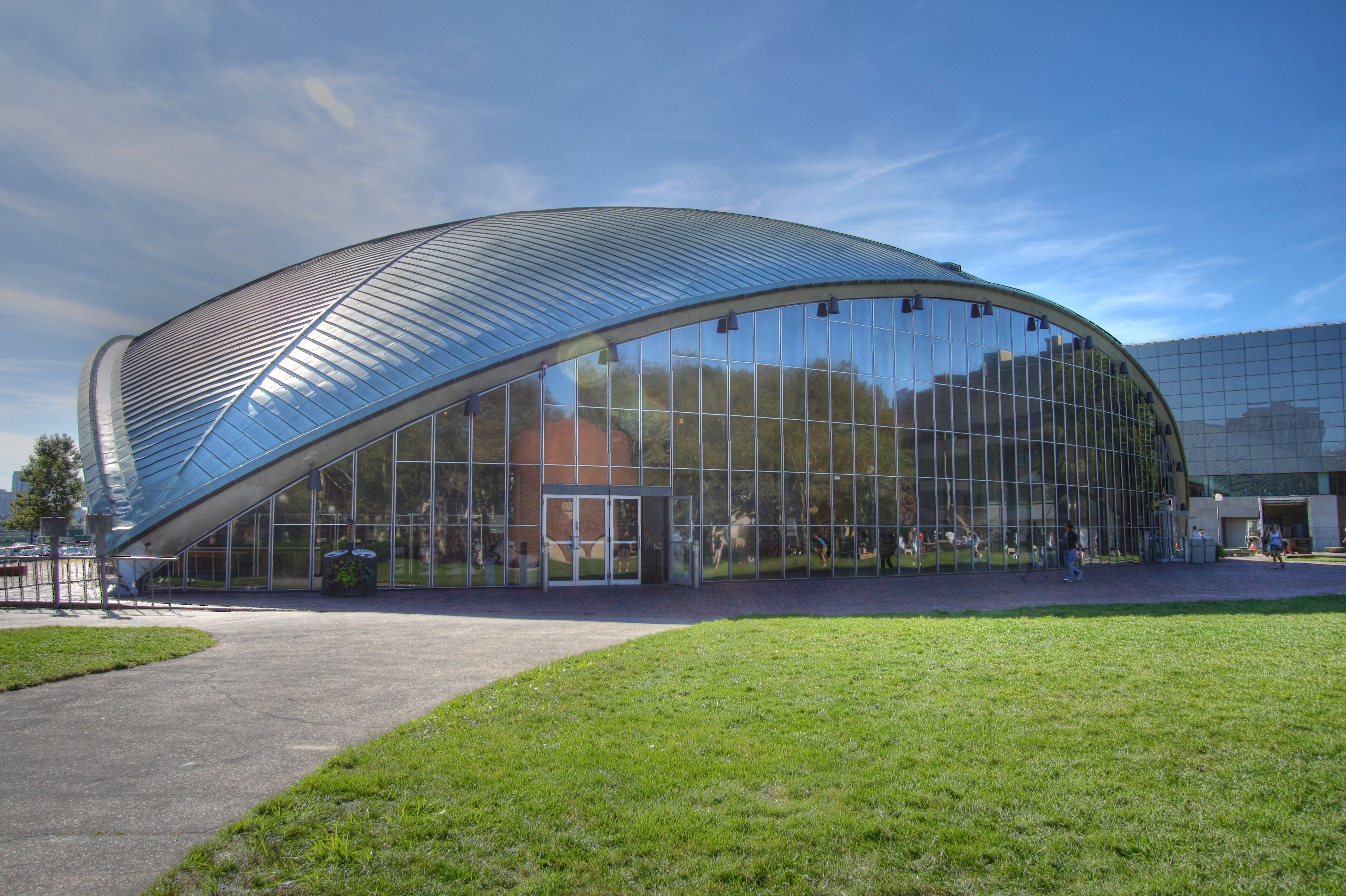
Le Kresge Auditorium du MIT.

Au début des années 1950, Eero Saarinen est commissionné par le Massachusetts Institute of Technology (MIT) pour concevoir un auditorium et une chapelle. Ces deux édifices sont une occasion pour l'architecte de se détacher progressivement du style international représenté par Mies van der Rohe à cette période. Pour le Kresge Auditorium, dont la construction débute en 1953, l'architecte dessine une ossature en béton armé prenant la forme d'une coque mince, égale à un huitième de sphère. Celle-ci culmine à 50 mètres de haut et repose sur trois points. Trois murs-rideaux de vitrages s'étendent sur les parties verticales. Face à l'auditorium, il place la chapelle du MIT. Celle-ci se constitue d'un cylindre en brique de 50 pieds (15,24 m) de diamètre et 30 pieds (9,144 m) de haut. En partie basse, les briques forment des voûtes irrégulières reposant sur un soubassement en béton. Un bassin douve entoure la chapelle. L'édifice n'a pas d'autre fenêtre que le puits de lumière surplombant l'autel. Saarinen voulant recréer un effet de clair de lune à la verticale de l'autel, le designer Harry Bertoia conçoit un écran métallique suspendu qui réfléchit la lumière naturelle. Les deux créations architecturales de Saarinen reçoivent des critiques mitigées. Certains y voyant des chefs-d'œuvre, d'autres pointant des défauts esthétiques ou fonctionnels. Les musiciens pointent la mauvaise acoustique de l'auditorium,. D'autres pointeront des formes peu dynamiques jurant avec l'environnement proche.

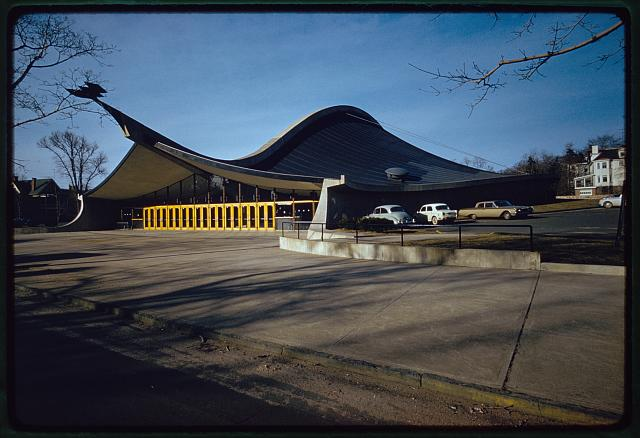
Patinoire David S. Ingalls, université Yale.

Après son travail pour le MIT, Eero Saarinen est commissionné par l’université Yale, où il a étudié l'architecture. En 1953, il est chargé de concevoir la patinoire de l'équipe universitaire de hockey sur glace, les Bulldogs de Yale. Avec la patinoire David S. Ingalls, l'architecte prolonge ses expérimentations de structures dômes avec ici un système structurel innovant. Saarinen crée une arche caténaire en béton armé de 90 mètres. Les câbles partent de chaque côté de cette épine dorsale et terminent leur course arrimés aux deux murs latéraux. Ce réseau de filins supporte une ferme en bois créant un toit dynamique à double courbure. Selon son associé Kevin Roche : « La grande leçon à tirer de cet exemple est la maîtrise des lignes et des formes qu’Eero possédait ». Terminée en 1958, la patinoire est par la suite surnommée Yale Whale (la Baleine de Yale) de par la forme si particulière de son toit. Le coût original de l’édifice est finalement doublé, atteignant 1,5 million de dollars.
En 1954, l'architecte devient membre de l'Académie américaine des arts et des lettres dans la même promotion que le peintre George Grosz, le poète Robert Lowell, l'écrivaine Elizabeth Bishop et le compositeur Carl Ruggles. La même année, il commence la construction de la chapelle du Stephens College dite « Firestone Baars Chapel » à Columbia dans le Missouri. Contrairement aux usages qui orientent les édifices chrétiens sur un axe est-ouest, il imagine un bâtiment de forme carrée accessible par chaque côté. Une toiture à quatre pans de faible pente est surmontée d’une flèche.

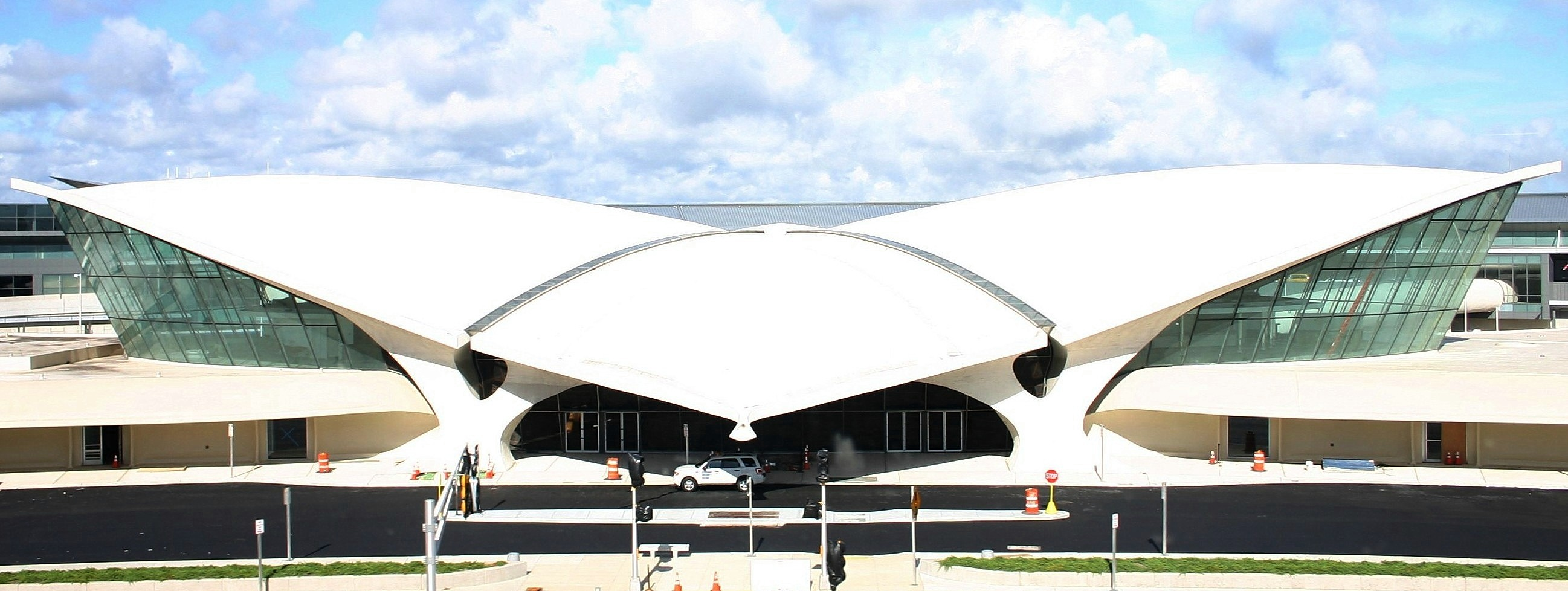
Terminal TWA de l'aéroport international John-F. Kennedy.

En 1956, l’agence Eero Saarinen & Associates est engagée pour concevoir le terminal de la TWA à l’aéroport d'Idlewild (renommé plus tard aéroport John-F. Kennedy). Peu avant ce projet, Le Corbusier achève la chapelle de Ronchamp en France. Cet édifice en béton est une inspiration pour les architectes comme Saarinen qui délaissent progressivement les lignes droites pour se tourner vers les courbes et contre-courbes. Saarinen explique : « ce qui m'intéresse dans ces structures, c'est de savoir quand et où les utiliser. En cherchant à approfondir les différentes possibilités qu'elles offrent, on découvre qu’elles ne se limitent pas à des formules mathématiques qu'il suffirait d'appliquer sans quoi tout s’écroulerait, mais qu’il existe de nombreuses alternatives, toutes aussi logiques et justes, menant dans de nombreuses directions ». L'architecte imagine un bâtiment muni d’un toit composé de quatre coques en béton armé. Le toit voûté permet un aménagement intérieur spacieux et fluide, quasiment dépourvu de limites spatiales. Tous les éléments structurels et circulatoires sont incurvés et asymétriques. Les colonnes supportant les passerelles supérieures sont fusionnées de façon homogène dans le sol et le plafond. Les critiques y ont vu la forme d’un oiseau ailé, métaphore de l’aviation, cependant Eero Saarinen n'a jamais prétendu que sa conception était destinée à représenter quelque chose de physique.

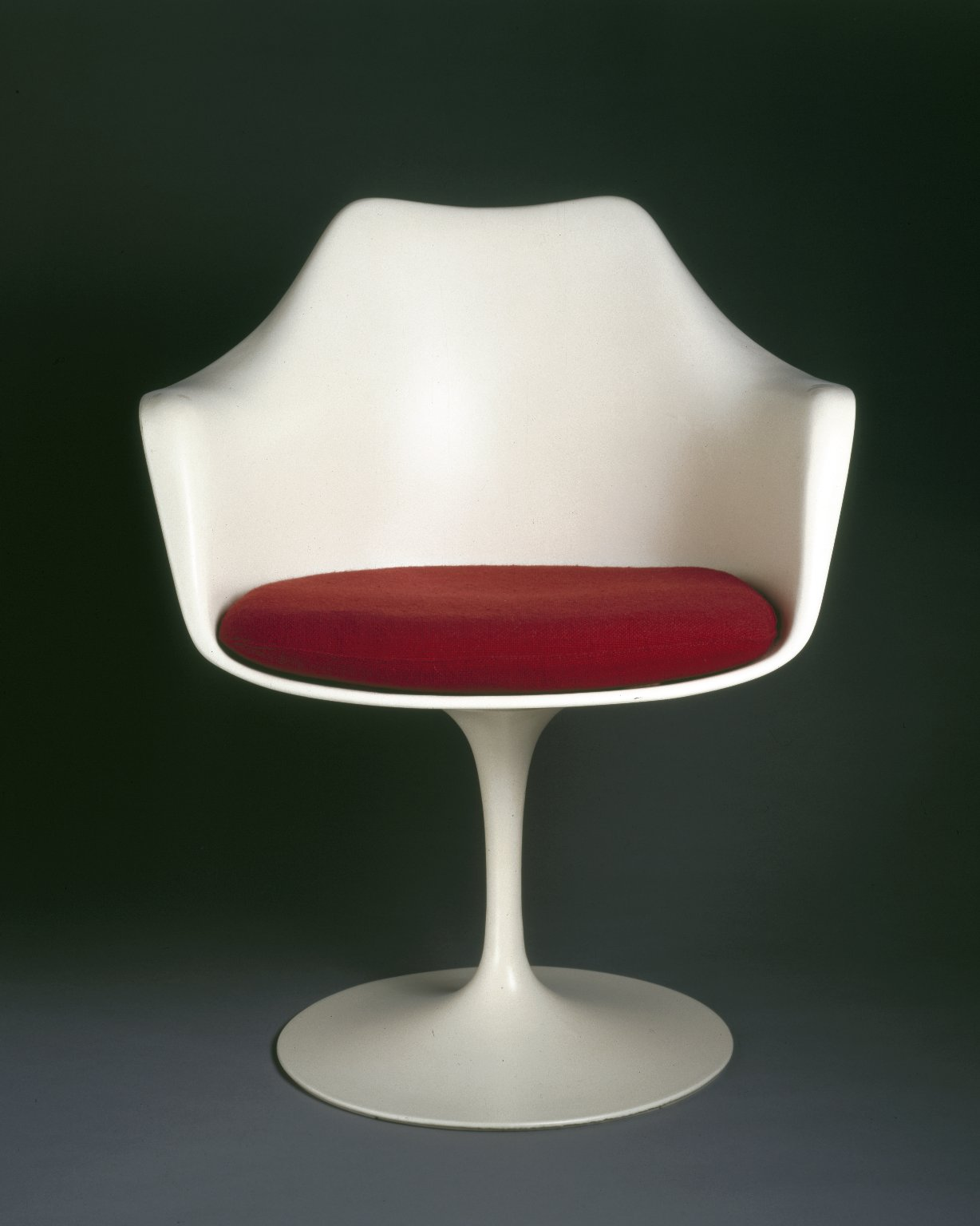
Chaise Tulipe.

En 1957, il achève le développement d'une collection de meubles pour Knoll. Fin 1954, dans des échanges avec Hans Knoll, Saarinen se dit très confiant à propos de cette quatrième collaboration avec l'éditeur de mobilier. Il lui écrit : « J'ai une idée qui va mettre Herman Miller à genoux ». Ainsi il crée le Pedestal Group, un ensemble de mobilier dont l'objectif est de se débarrasser de tout ce « misérable fouillis de pieds » dans la maison. Les pieds centraux sont donc conçus en fonte d'aluminium gainée de plastique. Pour la chaise Tulipe, les coques d'assises sont en plastique renforcé de fibre de verre moulée. Les coussins amovibles sont en mousse de latex,. Beaucoup d'observateurs y voient une prolongation des concepts appliqués pour la création du TWA Flight Center de l'aéroport JFK : les formes et la fusion des éléments structurels en une forme unique. Ce projet est un succès pour l'entreprise Knoll, la chaise tulipe devient rapidement une icône du design et un best-seller.

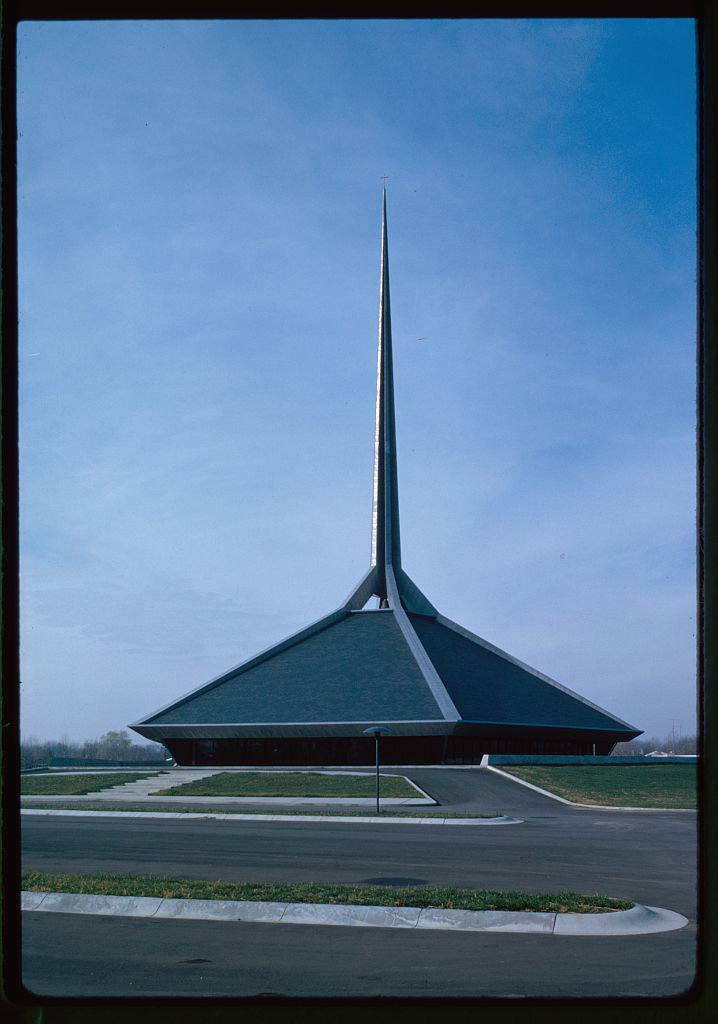
North Christian Church à Columbus, Indiana.

En 1959, il entame la construction de la North Christian Church. Il reprend l’idée du chœur placé au centre de l’édifice, déjà présente dans la chapelle du Stephens College. Cette fois-ci l’église est composée d’une ceinture hexagonale semi-enterrée et surmontée d’un toit à six pans supportés par six arcs en acier se rejoignant en une flèche. Dans une interview, l’architecte avoue que, selon lui, c'est l’une de ses plus grandes réalisations. Bien qu'il n'ait pas suscité beaucoup d'intérêt du vivant d’Eero Saarinen, cet édifice a largement été copié pendant les décennies suivantes dans toute l'Amérique.
En cette fin de décennie, les projets se multiplient. On peut notamment citer les sites d’entreprises comme le Bell Labs Holmdel Complex pour les Laboratoires Bell, le siège de Deere & Company et la tour CBS à New York. L’agence obtient de nouvelles commandes de terminaux d’aéroport avec ceux d’Hellinikon Est à Athènes et Dulles International à Washington DC. Eero Saarinen conçoit également la faculté Ezra Stiles et S.F.B. Morse de l’université Yale et des résidences universitaires pour l’université de Pennsylvanie.

En 1959 il est récipiendaire d’un doctorat ès lettres honoris causa décerné par l’université de Valparaíso au Chili. En 1961, il reçoit le même titre honorifique de la part de l’université de Wayne State. La même année, l’université de Hanovre en Allemagne lui décerne le titre d’ingénieur-docteur.

### Fin de vie
Le 21 août 1961, l'architecte est hospitalisé à Ann Arbor. Il meurt le 1er septembre lors d'une opération chirurgicale d'une tumeur au cerveau, à l'âge de 51 ans. Il est enterré au cimetière White Chapel à Troy dans le Michigan. Il reçoit la médaille d'or de l'Institut américain des architectes à titre posthume en 1962. Quelques jours plus tard, l'agence déménage à Hamden dans le Connecticut. Le cabinet d'architecture survit à Saarinen. Ses deux principaux collaborateurs, Kevin Roche et John Dinkeloo, reprennent les rênes de l'entreprise. Ils achèvent les projets en cours tels que le Terminal aéroportuaire TWA, la Gateway Arch ou encore le Bell Labs Holmdel Complex. Les associés renomment la société « Kevin Roche John Dinkeloo and Associates » en 1966.

## Héritage

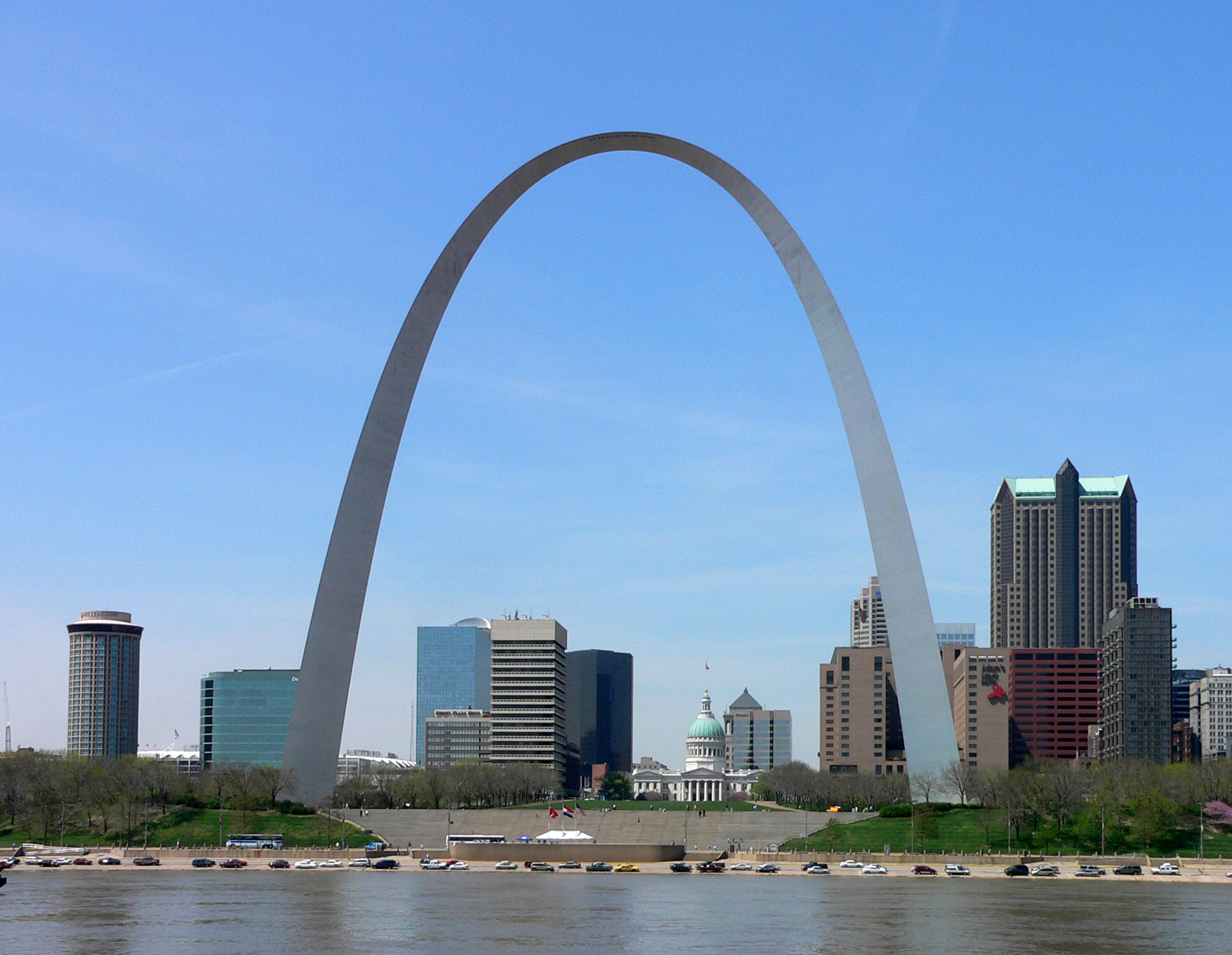
Gateway Arch à Saint-Louis, Missouri.

Kevin Roche dépose en 2002 les archives de cette dernière à l'université Yale.
En 2007, l’American Institute of Architects (AIA) publie les résultats d’un sondage établissant un classement des édifices américains préférés. Trois constructions d’Eero Saarinen sont plébiscitées. En 14e position, on trouve la Gateway Arch, le Terminal TWA de l’aéroport JFK est 115e et à la 149e place la patinoire Ingalls de l’université Yale.
Le même institut décerne le Twenty-five Year Award (« prix des vingt-cinq ans ») pour six des bâtiments auxquels l’architecte a contribué : l’école Crow Island, l’église Christ Lutheran, le centre technique General Motors, le terminal de Dulles, la Gateway Arch, le siège social de Deere & Company.
Du mobilier et des dessins d’Eero Saarinen sont en exposition permanente au MoMA de New York. Une exposition de l'œuvre de Saarinen, Eero Saarinen : Shaping the Future, a été organisée par l'Institut culturel finlandais de New York en collaboration avec l’école d’architecture de l’université Yale, le National Building Museum et le Musée de l'architecture finlandaise. L'exposition a voyagé en Europe et aux États-Unis de 2006 à 2010.

## Réalisations

### Architecture
Travaux principaux d’Eero Saarinen :
- 1937-1959 : Théâtre et salle de concert, Lenox, (Massachusetts, États-Unis). Conçu avec Eliel Saarinen.
- 1938-1940 : Kleinhans Music Hall, Buffalo (État de New York, États-Unis). En collaboration avec Eliel Saarinen. La salle de concert est classée National Historic Landmark en 1989[72].
- 1940 : Crow Island School, Winnetka (Illinois, États-Unis) : école élémentaire. En collaboration avec l’agence Perkins, Wheeler and Will. Site inscrit au Registre national des lieux historiques depuis 1989 et classé National Historic Landmark en 1990[73].
- 1948 : Christ Church Lutheran, Minneapolis (Minnesota, États-Unis). Église conçue avec Eliel Saarinen classée National Historic Landmark en 2009[74].
- 1948-1956 : Centre technique de General Motors, Warren (Michigan, États-Unis) : lac artificiel rectangulaire, polychromie, coupole. Site classé National Historic Landmark en 2014.
- 1950-1954 : Irwin Union Bank and Trust, Columbus, (Indiana, États-Unis). Site classé National Historic Landmark en 2000[75].
- 1950-1956 : Kresge Auditorium et chapelle du MIT, Cambridge (Massachusetts, États-Unis).
- 1953-1957 : Miller House, Columbus, (Indiana, États-Unis). Site classé National Historic Landmark en 2000[76].
- 1955-1957 : Milwaukee County War Memorial (Milwaukee, Wisconsin, États-Unis).
- 1956-1958 : Patinoire David S. Ingalls, université Yale (New Haven Connecticut, États-Unis).
- 1956-1962 : TWA Flight Center de l'aéroport international John-F.-Kennedy de New York (New York, États-Unis). Site inscrit au Registre national des lieux historiques en 2005[77].
- 1957-1962 : Bell Labs Holmdel Complex, Holmdel (New Jersey, États-Unis).
- 1957-1963 : Siège de Deere & Company, Moline (Illinois, États-Unis).
- 1958-1962 : Facultés Ezra Stiles et S.F.B. Morse, université Yale, New Haven (Connecticut, États-Unis).
- 1958-1962 : Terminal de l'aéroport international de Washington-Dulles (Washington DC, États-Unis).
- 1959-1964 : North Christian Church, Columbus, (Indiana, États-Unis). Site classé National Historic Landmark en 2000[78].
- 1960-1969 : Terminal d'Hellenikon Est (Athènes, Grèce).
- 1963-1965 : Gateway Arch, Jefferson National Expansion Memorial, Saint-Louis (Missouri, États-Unis) : arche de 192 mètres de haut en acier inoxydable, marquant la porte vers l'ouest des États-Unis. L’arche est classée site historique national des États-Unis[79].

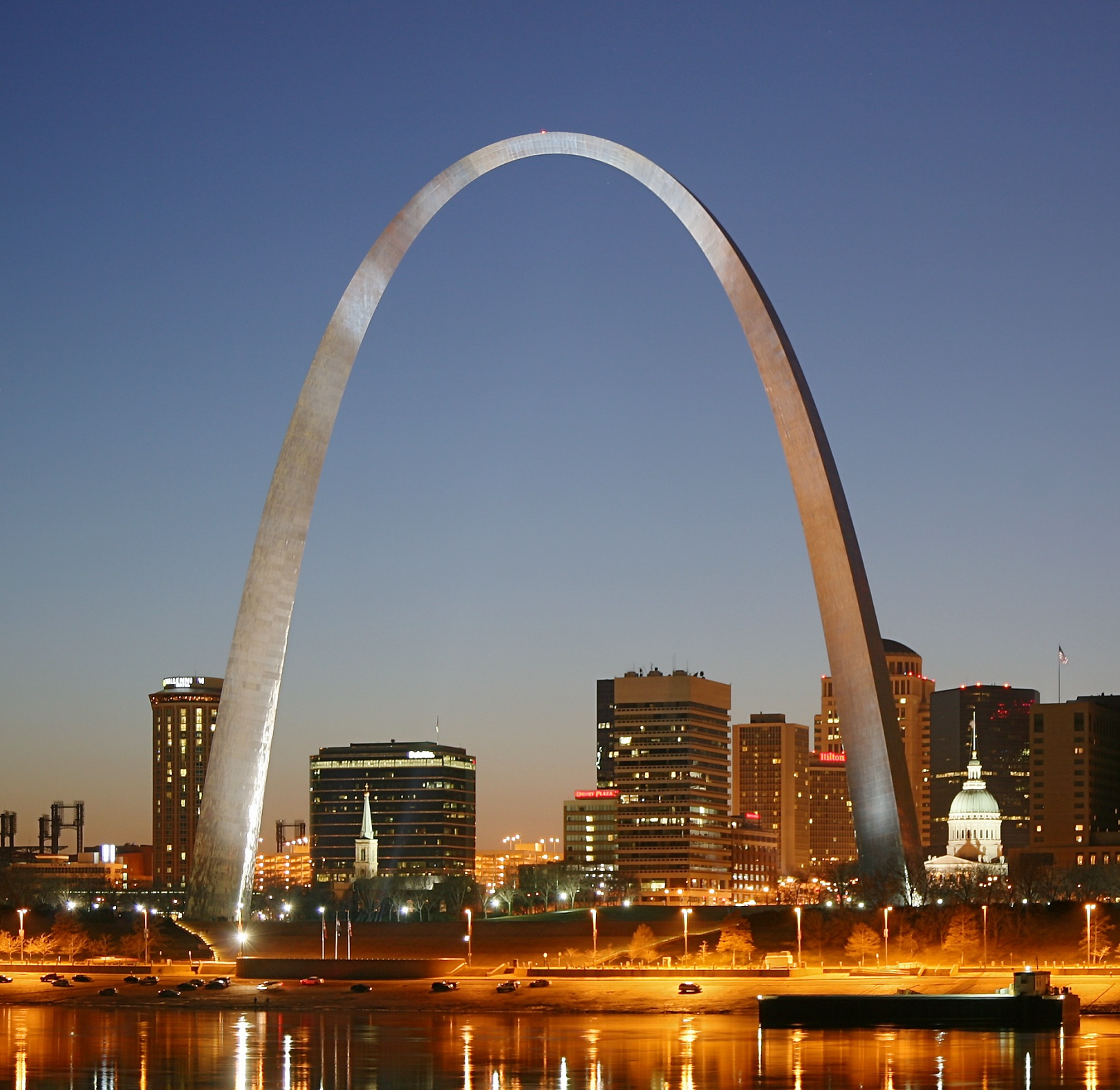
Gateway Arch, Saint-Louis, Missouri.
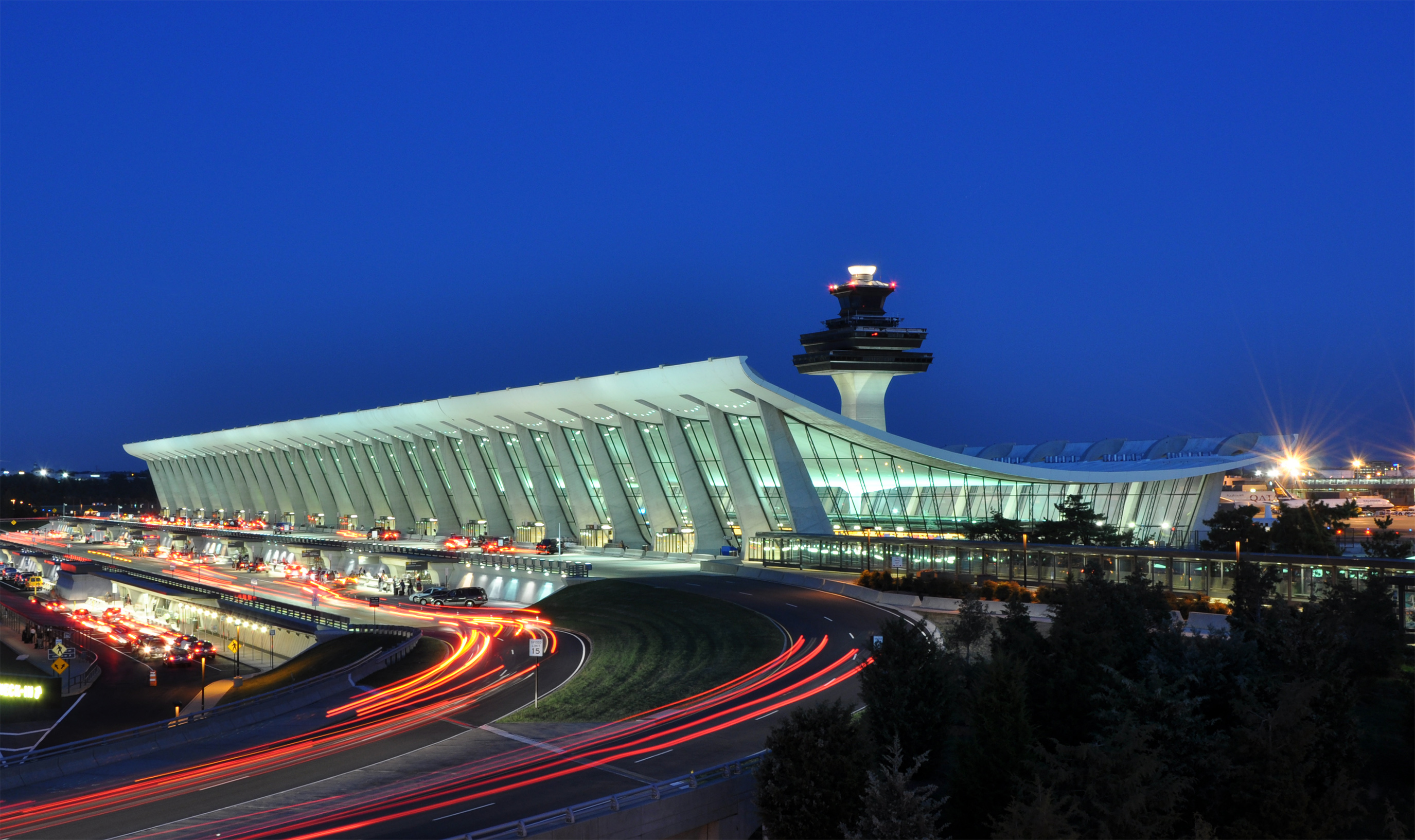
Terminal de l'aéroport international de Washington-Dulles, Dulles, Virginie.
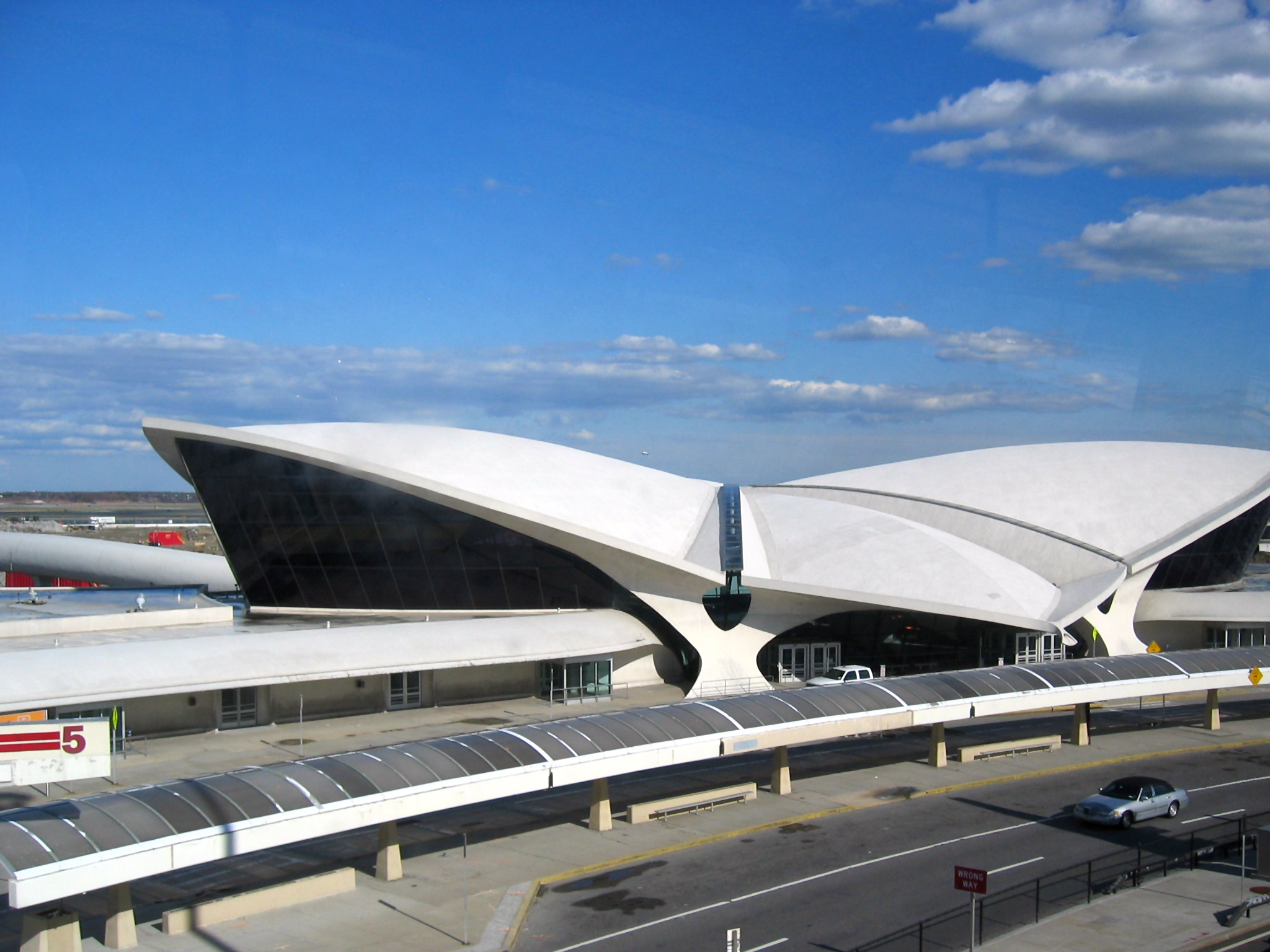
Terminal 5 de l'Aéroport international John-F.-Kennedy, Queens, New York.
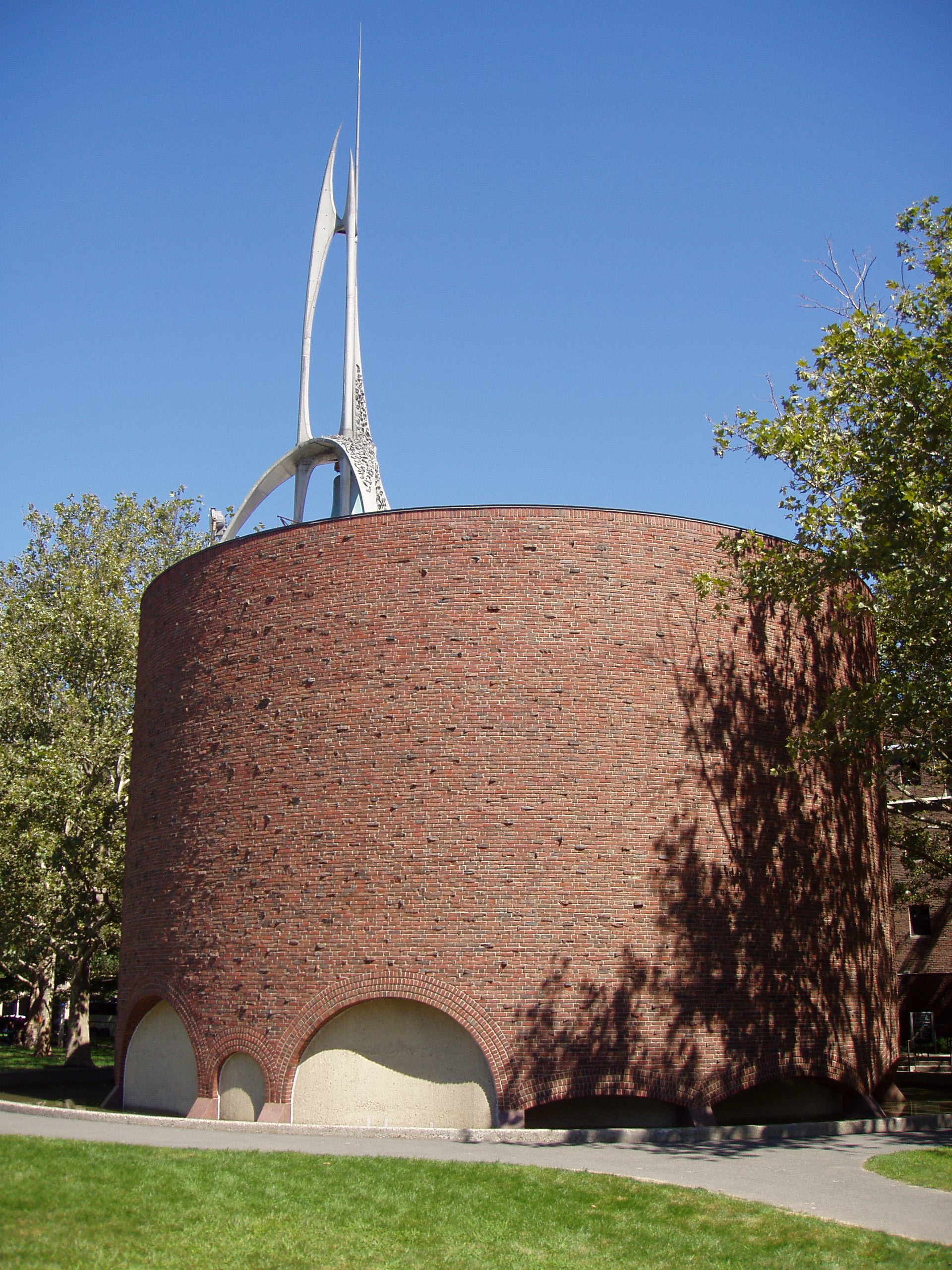
Chapelle du MIT, Cambridge, Massachusetts.
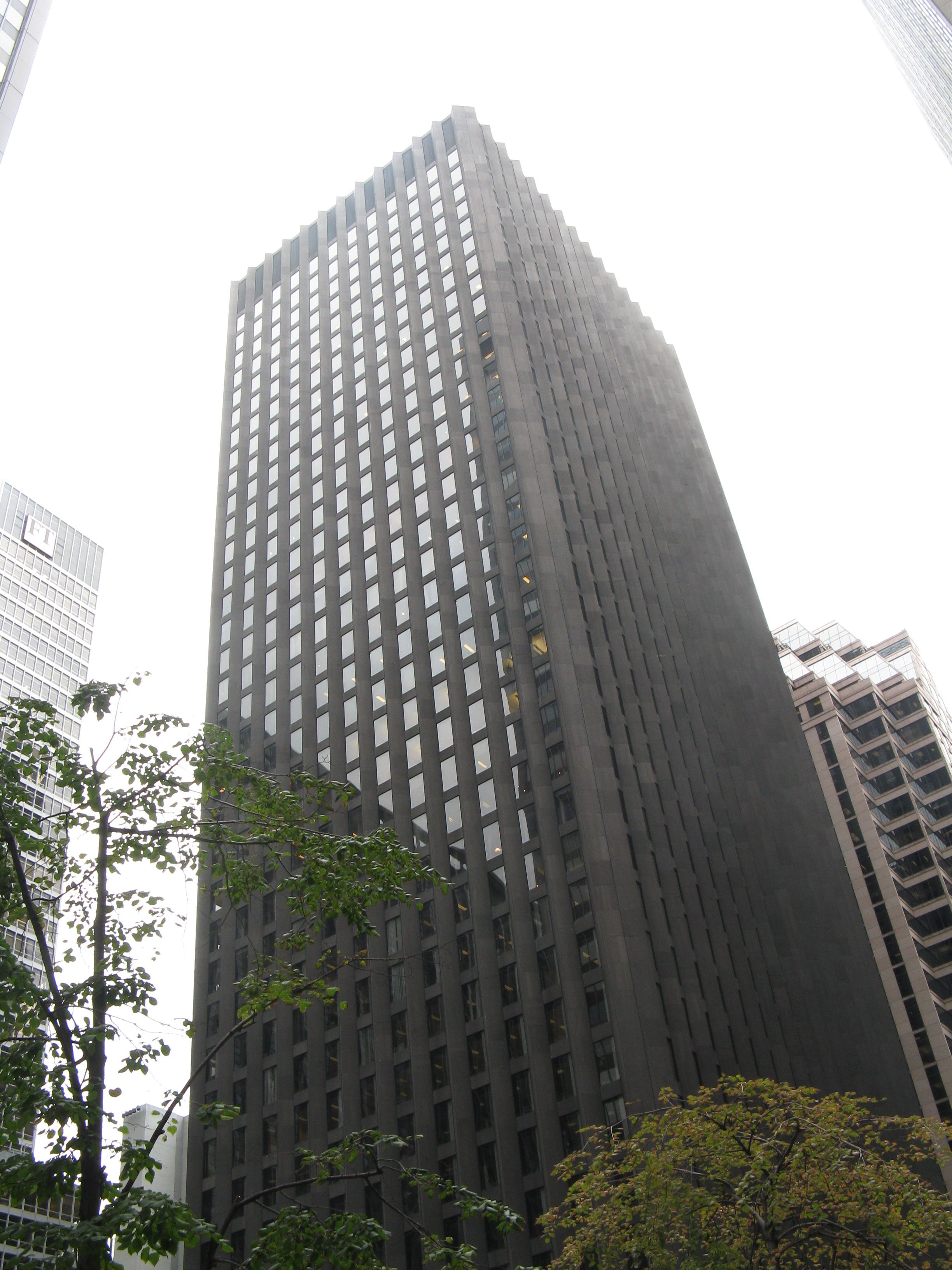
Siège de CBS, New York.
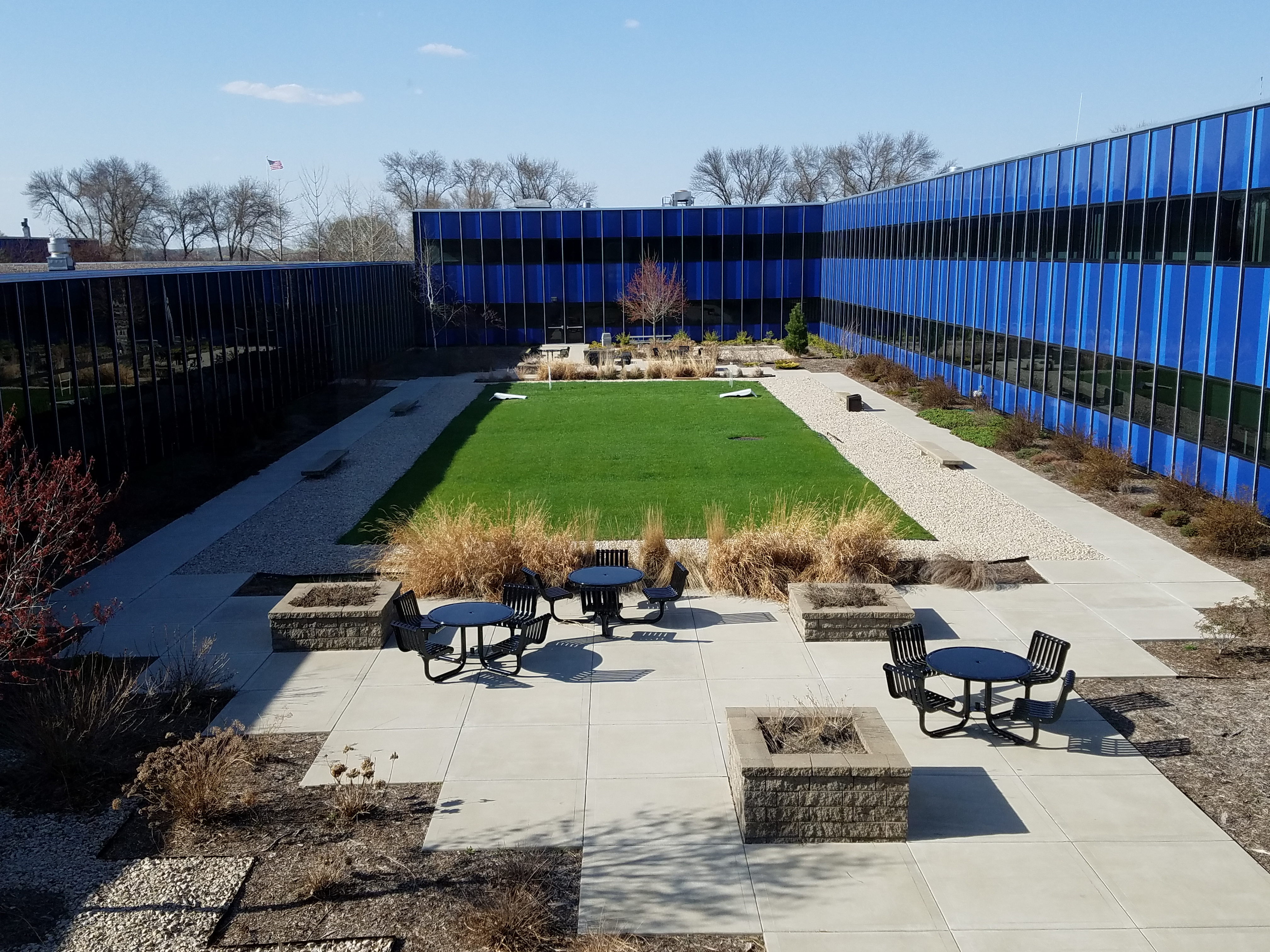
Immeuble de bureaux d'IBM, Rochester, Minnesota.

### Mobilier
- 1946 : chaise Grasshopper - Model 61 (édité par Knoll)
- 1948 : fauteuil Womb - Model 70 (édité par Knoll)
- 1950 : fauteuil Model 71 (édité par Knoll)
- 1958 : chaise Tulipe (éditée par Knoll)

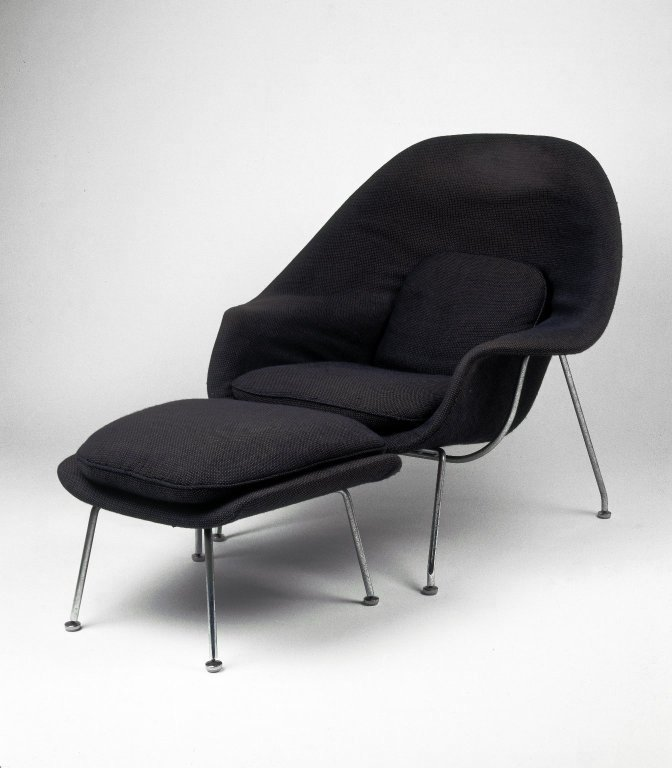
Model 70
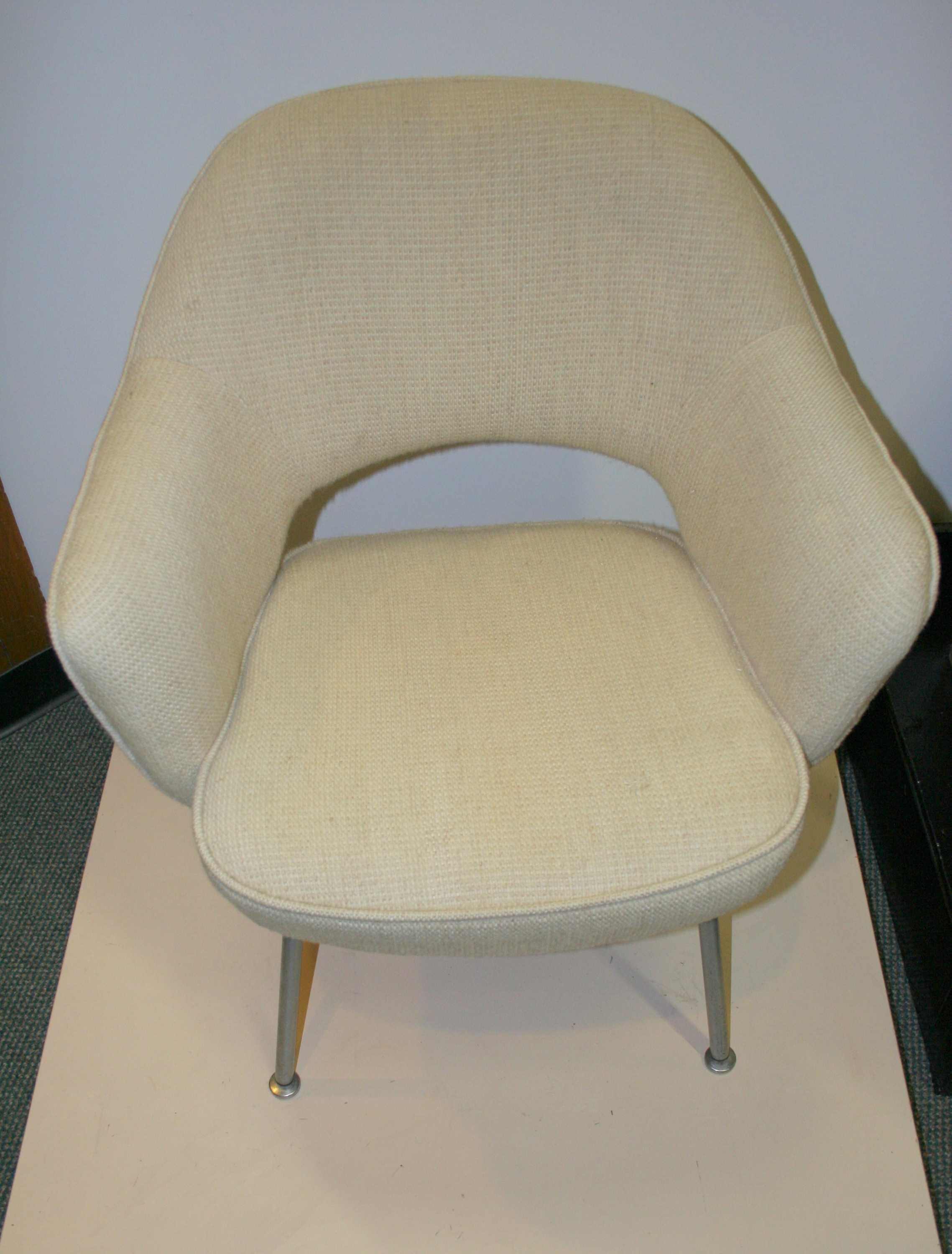
Model 71
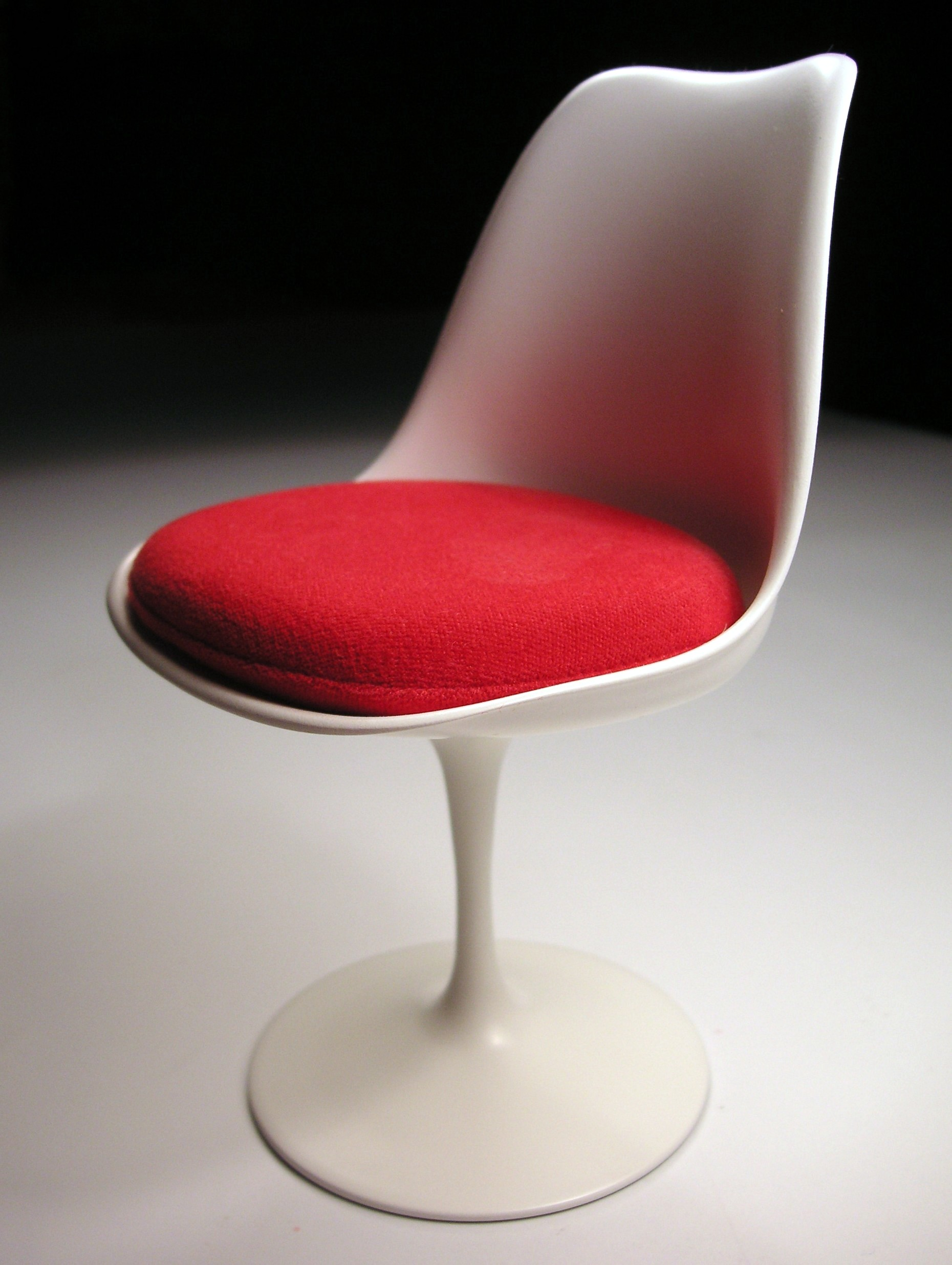
Chaise Tulipe